# Gymnopis
Gymnopis es un género de anfibio gimnofión de la familia Caeciliidae que habita en América Central, sobre todo en Guatemala y en Panamá.

## Especies
Según ASW:
- Gymnopis multiplicata Peters, 1874
- Gymnopis syntrema (Cope, 1866)